# House of Yes – Live from House of Blues
House of Yes – Live from House of Blues ist der Titel eines Live-Albums und einer Live-DVD der britischen Progressive-Rock-Band Yes aus dem Jahr 2000. Mit dem insgesamt 24. Album veröffentlichten Yes ihr viertes Live-Album.

## Entstehung
Das Album wurde während der The-Ladder-Tournee, die vom 6. September 1999 bis zum 25. März 2000 stattfand und aus insgesamt 83 Shows bestand, am Sonntag, dem 31. Oktober 1999 in Las Vegas im dortigen House of Blues vor 1.000 Zuschauern aufgenommen. Yes waren zuvor in Lateinamerika und in den USA unterwegs gewesen. Das Konzert in Las Vegas war das 22. Konzert dieser Tour. Lediglich in Lateinamerika spielte die Band vor großem Publikum (2.000 – 8.000 Zuschauer), der Rest der Tour fand in kleineren Hallen, die nur etwa 1.000 bis 3.000 Besucher fassen, statt.
Die Setliste des Konzertes in Las Vegas lautete:
1. Firebird Suite
2. Yours Is No Disgrace
3. Time and a Word
4. Homeworld (The Ladder)
5. Perpetual Change
6. Lightning Strikes
7. The Messenger
8. Ritual – Nous Sommes Du Soleil
9. And You and I
10. Close to the Edge
11. It Will Be a Good Day (The River)
12. Face to Face
13. Hearts
14. Awaken
15. I’ve Seen All Good People
16. Cinema
17. Owner of a Lonely Heart
18. Roundabout

## Titelliste
Die Titelliste des Albums und der DVD unterscheidet sich von der Setliste des Konzertes vor allem dadurch, dass die Stücke Close To The Edge und Hearts nicht auf dem Album vertreten sind:
CD 1
1. Firebird Suite
2. Yours Is No Disgrace  13:03
3. Time and a Word  0:58
4. Homeworld (The Ladder)  9:44
5. Perpetual Change  10:48
6. Lightning Strikes  5:07
7. The Messenger  6:39
8. Ritual – Nous Sommes Du Soleil  0:59
9. And You and I  11:23

CD 2
1. It Will Be a Good Day (The River) 6:28
2. Face to Face  5:32
3. Awaken  17:34
4. I’ve Seen All Good People  7:27
5. Cinema  1:57
6. Owner of a Lonely Heart  6:03
7. Roundabout  7:41

## Cover
Das Albumcover wurde erneut von Fantasy-Künstler Roger Dean gestaltet. Es zeigt das quadratische Bandlogo, das erstmals auf YesYears Verwendung gefunden hatte und eine bunte Libelle. Die Tourfotos stammen von Robin Kauffman und den Brüdern Gottlieb.

## Rückschau
House of Yes von der Tour zu The Ladder gilt heute als das schwächste Live-Album von Yes. Kritisiert wurde vor allem, dass mit Close to the Edge und Hearts zwei für die Bandgeschichte wichtige Stücke weggelassen wurden (nach Aussage von Konzertbesuchern machten Yes zu viele Fehler während dieser beiden Stücke), zum anderen, dass man sich allzu oft mit Nachbearbeitungen aushalf. Bei den Songs von The Ladder kamen zudem Playbacks zum Einsatz. Auf der DVD sieht man Jon Anderson zwischen zwei Stücken entschuldigend die Achseln zucken. Andererseits ist auch zu sehen, dass Anderson in Perpetual Change (etwa nach 2:50 Min.) einen falschen Text singt (Bassist Chris Squire grinst zu ihm hinüber), man hört aber den korrekten Text. Die Lippenbewegungen Andersons passen dementsprechend nicht zum Ton.